# Pierre Wattier
Pour les articles homonymes, voir Watier.
Pierre Wattier (ou Wathier) comte de Saint-Alphonse, est un général français de la Révolution et de l’Empire, né le 4 septembre 1770 à Laon et mort le 3 février 1846 à Guerquesalles.

## Biographie

### Sous la Révolution et le Consulat
Il entre au service en 1792, comme sous-lieutenant dans un escadron franc formé à Arras, et après avoir fait les premières campagnes de la Révolution aux armées du Nord et du Rhin, il devient chef d'escadron et aide de camp du général Lasalle, puis colonel du 4e régiment de dragons. Il fait en 1800 la campagne d'Allemagne dans la division Barbou, et se distingue particulièrement le 18 décembre au combat d'Adorf.

### Général d'Empire
Sous l'Empire, il se distingue encore au pont du Lech le 7 octobre 1805 où, à la tête de 200 dragons, il met en déroute un corps ennemi qui en défendait le passage, et au combat de Diernstein où il est fait prisonnier. Bonaparte le nomme son écuyer après son échange. La valeur qu'il déploie plus tard à la bataille d'Austerlitz lui vaut le grade de général de brigade le 24 décembre 1805. Dans la campagne de Prusse et de Pologne en 1806, il se signale au combat de Schleitz où il fait une charge de cavalerie, dont le Bulletin de la Grande Armée fait un grand éloge. Il est nommé commandant de la Légion d'honneur le 14 mai 1807 après la paix de Tilsitt.
En 1808, il est envoyé en Espagne, où il contribue aux succès des journées de Burgos et de Fuentes de Oñoro. Le 25 octobre 1808 des détachements de l'armée du général Castaños occupent Viana et Lerín. Le maréchal Moncey, voyant quelques-unes de ses positions menacées, fait avancer les brigades aux ordres des généraux Mabert et Razout, et celle de cavalerie du général Wathier, pour arrêter les Espagnols dans ce mouvement offensif et reprendre les postes occupés. L'ennemi, attaqué vigoureusement, est culbuté et mis en déroute : 1 200 hommes, entourés dans Lérin, sont forcés de mettre bas les armes. À Alcaniz, près de Saragosse il met en déroute six mille Espagnols.
Il est fait comte de l'Empire le 12 novembre 1809.

### Fin de l'Empire et Restauration
Nommé général de division le 8 août 1811, il est rappelé en France, passe en Russie en 1812 et combat jusqu'à la capitulation de Paris en 1814. Rallié à la monarchie, il est alors créé par le roi Louis XVIII chevalier de Saint-Louis. Durant les Cent-Jours, il se rallie à Napoléon qui lui confie le commandement de la 5e division de cavalerie de l'armée du Nord et il assiste en cette qualité à la campagne de Belgique.
Après le retour de Louis XVIII, lors du licenciement de l'armée, il est placé en demi-solde avant d'être employé par le gouvernement royal comme inspecteur général de gendarmerie. Nommé par ailleurs grand-officier de la Légion-d'honneur en mai 1821, il obtient sa retraite et va habiter son château de Vimer dans le département de l'Orne, où il meurt le 3 février 1846 d'une attaque d'apoplexie. Il a épousé en 1811 la sœur du futur ministre de la Marine Ange René Armand de Mackau, qui a été dame du palais de l'impératrice Joséphine. Il fait partie des 660 personnalités à avoir son nom gravé sous l'arc de triomphe de l'Étoile, sur la 12e colonne (l’arc indique WATHIER).

## Décorations
- Grand officier de la Légion d'honneur
- Chevalier de l'ordre royal et militaire de Saint-Louis

## Sources
: document utilisé comme source pour la rédaction de cet article.
- A. Lievyns, Jean Maurice Verdot, Pierre Bégat, Fastes de la Légion-d'honneur, biographie de tous les décorés accompagnée de l'histoire législative et réglementaire de l'ordre, Tome 4, Bureau de l’administration, 1844, 640 p. (lire en ligne), p. 108.
- Jean Tulard, Napoléon et la noblesse d'Empire : suivi de la liste complète des membres de la noblesse impériale, Paris, Tallandier, 1979, 359 p. (ISBN 2-235-00694-9).
- « Cote LH/2749/40 », base Léonore, ministère français de la Culture